# Šaškinovci
Šaškinovci (szerbül: Шашкиновци), falu Gradiška községben, Bosznia-Hercegovinában, Bosanska krajina területén, a Szerb Köztársaságban. 

## Fekvése
Bosznia-Hercegovina északi részén, Banja Lukától légvonalban 21, közúton 44 km-re északra, községközpontjától légvonalban 19, közúton 29 km-re délre, 160-260 méteres magasságban, a Jurkovica-folyótól és egyik mellékágától, a Suva-pataktól északra és nyugatra található dombvidéken fekszik. A Jurkovica a Kozara lejtőin eredő két patak, a Suva és a Suvaja összefolyásából jön létre, melyek, amikor a hó elolvad, felduzzadnak és a falutól keletre található Mračaj forrásához zúdulnak, ahonnan már Jurkovica néven folynak tovább.

## Népessége
| Nemzetiségi csoport | Népesség 1991 | Népesség 2013 |
| ------------------- | ------------- | ------------- |
| Szerb               | 106           | 56            |
| Bosnyák             | 0             | 0             |
| Horvát              | 0             | 0             |
| Jugoszláv           | 0             | 1             |
| Egyéb               | 1             | 0             |
| Összesen            | 107           | 57            |

## Története
A település 1878-ig tartozott az Oszmán Birodalomhoz, ekkor a berlini kongresszus határozata alapján az Osztrák-Magyar Monarchia része lett. 1879-ben az első osztrák-magyar népszámlálás során a Berbir községhez tartozó településnek 17 háztartása és 95 ortodox szerb lakosa volt. 1910-ben a Bosanska Gradiškai járáshoz és Turjak községhez tartozó településen 22 háztartást és 118 ortodox szerb lakost találtak. A monarchia szétesésével 1918-ban előbb a Szerb-Horvát-Szlovén Királyság, majd 1929-től a Jugoszláv Királyság része. Jugoszlávia megszállása után a település a Független Horvát Állam (NDH) része lett. A falu 1945-től a szocialista Jugoszlávia része volt. A boszniai háború idején a Boszniai Szerb Köztársaság része volt. A daytoni békeszerződést követő területfelosztásnál Bosanska Gradiška község részeként a Szerb Köztársaság területéhez került. 